# جورج موريسون (لاعب هوكي الجليد)
جورج موريسون (بالإنجليزية: George Morrison)‏ (و. 1948 – 2008 م) هو لاعب هوكي الجليد كندي، ولد في تورونتو، مركز لعبه هو جناح ‏، توفي في سكنيكتادي، نيويورك، عن عمر يناهز 60 عاماً.

## روابط خارجية
- جورج موريسون على موقع دوري الهوكي الوطني (الإنجليزية)
- جورج موريسون على موقع EliteProspects.com (الإنجليزية)
- جورج موريسون على موقع HockeyDB.com (الإنجليزية)
- جورج موريسون على موقع Hockey-Reference.com (الإنجليزية)